# Vladislav Bajac
Vladislav Bajac (* 1954, Bělehrad) je srbský spisovatel a překladatel.
Vystudoval literární vědu a poté pracoval jako novinář. Za své básně haiku byl oceněn v soutěži The International Itoen Haiku Contest. Překládá z angličtiny do srbštiny a je funkcionářům PEN klubu. Založil a vede nakladatelství Geopetika.

## Dílo (výběr)
- Knjige o bambusu (1989)
- Crna kutija (1993)
- Podmítače za snů (1995)
- Druid iz Sindiduna (1998)
- Hamam Balkán (2009), ocenění Balkanika